# François Ovide
François Ovide, né le 9 octobre 1952 à Angers et mort le 29 mai 2002 à Clermont-Ferrand, est un guitariste et compositeur français.
Il a joué, entre autres, pour Albert Marcœur, John Greaves, Gwendal, Philippe Chatel, Renaud, Patricia Kaas, Karim Kacel, Véronique Rivière, Lynda Lemay, Maxime Le Forestier. Il a poursuivi une très riche carrière de musicien de studio.
Il a aussi joué pour Nilda Fernandez, David McNeil, Vanessa Paradis, Franck Langolff, Les Primitifs du futur, Yves Duteil, Dick Annegarn, Sarclo, et encore Iness Mezel ou le Ukulélé Club de Paris.
Il a composé notamment la musique de la chanson Mon amoureux, sur l'album À la Belle de Mai, pour Renaud.
François Ovide a été marié à la percussionniste Mireille Bauer (en).